# Irasema Dilián
Irasema Dilián, née Eva Irasema Warschalowska le 19 avril 1924 à Rio de Janeiro dans la région du Sudeste au Brésil et morte le 16 avril 1996 à Ceprano dans la région du Latium en Italie, est une actrice italienne d'origine polonaise, ayant fait carrière en Italie, en Espagne et au Mexique.

## Biographie
Irasema Dilián est la fille d'un diplomate polonais. Elle naît au Brésil ou son père est affecté, avant de grandir en Italie à Rome. Elle suit les cours du Centro sperimentale di cinematografia de la ville et débute en 1940 au cinéma dans le film La Comédie du bonheur de Marcel L'Herbier. Remarquée par Vittorio De Sica, elle joue dans ses films Madeleine, zéro de conduite et Mademoiselle Vendredi. Elle obtient un premier succès critique et public en Italie avec le film Leçon de chimie à neuf heures de Mario Mattoli, dont elle partage l'affiche avec la jeune Alida Valli et le prometteur Andrea Checchi.
Elle obtient ensuite plusieurs rôles principaux, notamment dans les films Des violettes dans les cheveux et Une nuit avec toi de Carlo Ludovico Bragaglia ou dans le drame Malombra de Mario Soldati.
Après la guerre, elle travaille en Espagne puis s'installe au Mexique. Elle joue notamment pour les profiliques réalisateurs de l'époque que sont Emilio Gómez Muriel, Alfredo B. Crevenna, Alejandro Galindo ou Julio Bracho. En 1954, elle obtient l'un des rôles principaux du film Les Hauts de Hurlevent de Luis Buñuel.
Elle prend sa retraite à la fin des années 1950.

## Filmographie

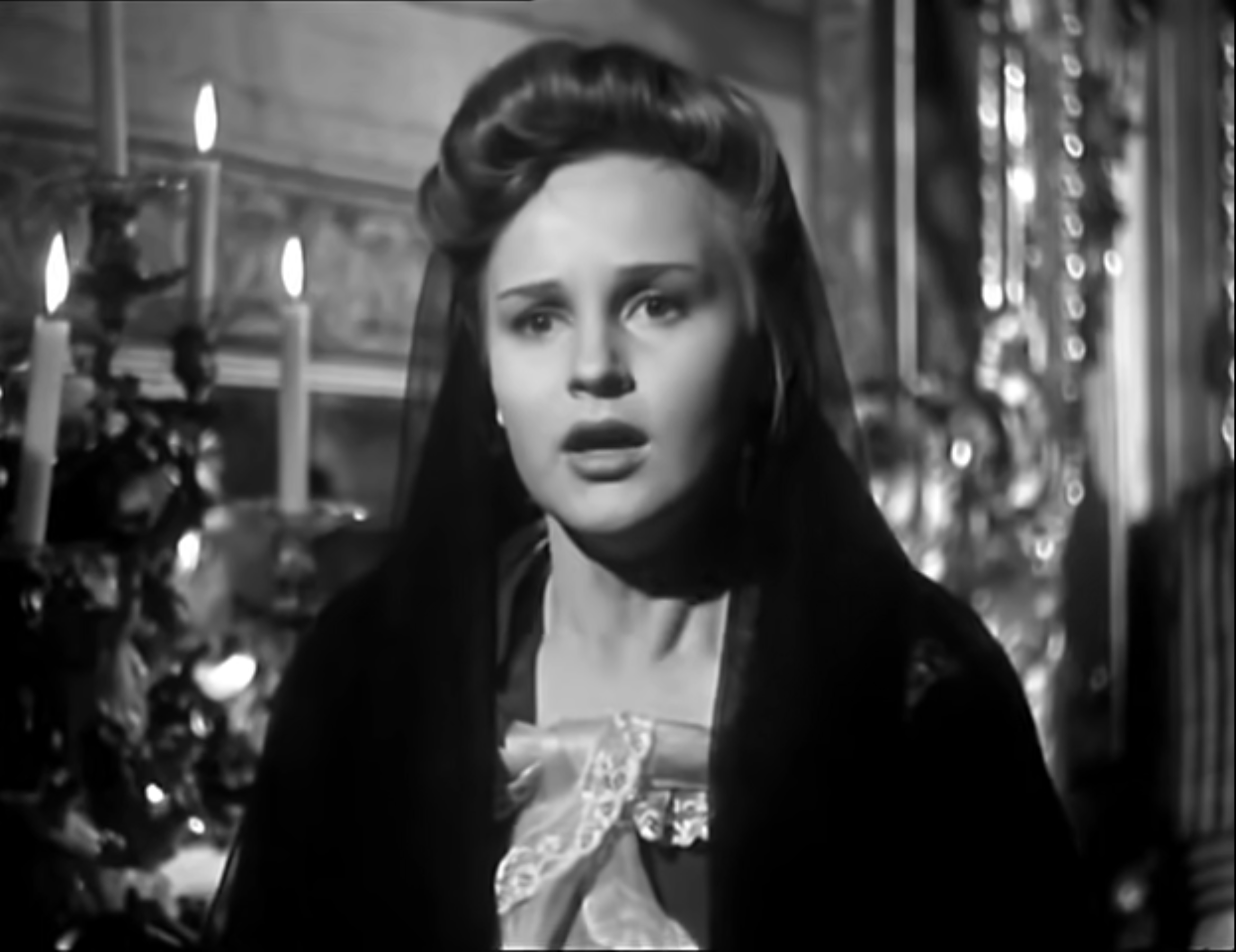
Dilián dans La Fille du capitaine (1947)

### Au cinéma
- 1940 : La Comédie du bonheur (Ecco la felicità) de Marcel L'Herbier
- 1940 : Madeleine, zéro de conduite (Maddalena, zero in condotta) de Vittorio De Sica
- 1941 : Mademoiselle Vendredi (Teresa Venerdì) de Vittorio De Sica
- 1941 : Leçon de chimie à neuf heures (Ore 9 lezione di chimica) de Mario Mattoli
- 1941 : Des violettes dans les cheveux (Violette nei capelli) de Carlo Ludovico Bragaglia
- 1942 : La principessa del sogno de Roberto Savarese
- 1942 : I sette peccati de László Kiss
- 1942 : Malombra de Mario Soldati
- 1943 : Une nuit avec toi (Fuga a due voci) de Carlo Ludovico Bragaglia
- 1946 : Un drama nuevo (es) de Juan de Orduña
- 1946 : Cuando llegue la noche de Jeronimo Mihura
- 1946 : Cero en conducta de Pedro Otzoup
- 1946 : L’Aigle noir (Aquila nera) de Riccardo Freda
- 1947 : La Fille du capitaine (La Figlia del capitano) de Mario Camerini
- 1948 : Le Rouge et le Noir (Il corriere del re) de Gennaro Righelli
- 1949 : 39 cartas de amor de Francisco Rovira Beleta
- 1949 : Il vedovo allegro de Mario Mattoli
- 1950 : Femmes sans nom (Donne senza nome) de Géza von Radványi
- 1950 : Né de père inconnu de Maurice Cloche
- 1950 : Muchachas de uniforme d'Alfredo B. Crevenna
- 1950 : Angélica d'Alfredo B. Crevenna
- 1951 : Paraíso robado (es) de Julio Bracho
- 1952 : La mujer que tu quieres d'Emilio Gómez Muriel
- 1953 : La cobarde de Julio Bracho
- 1953 : Las infieles (es) d'Alejandro Galindo
- 1953 : Un minudo de bondad d'Emilio Gómez Muriel
- 1954 : Les Hauts de Hurlevent  (Absimos de pasion) de Luis Buñuel
- 1954 : Historia de un abrigo de mink (es) d'Emilio Gómez Muriel
- 1954 : La desconocida de Chano Urueta
- 1954 : Dos mundos y un amor d'Alfredo B. Crevenna
- 1955 : Pablo y Carolina de M. De la Selma
- 1955 : Serenata messicana de Roberto Rodríguez Ruelas
- 1956 : Y si ella volviera de Vicente Oroná
- 1957 : La estrella del Rey de Dino Maiuri et Luis María Delgado
- 1957 : La ausente de Julio Bracho
- 1958 : Fruto prohibido d'Alfredo B. Crevenna
- 1958 : La muralla de Luis Lucia Mingarro

## Prix et distinctions notables
- Nomination au prix Ariel de la meilleure actrice en 1952 pour Paraíso robado (es).

## Source
- Roberto Poppi et Enrico Lancia, Le attrici, Rome, Gremesse, 2003 (ISBN 88-8440-214-X), p. 112-113-114.